# Lista siturilor arheologice din județul Tulcea - Z
Lista siturilor arheologice din județul Tulcea - Z conține toate siturile arheologice din județul Tulcea înscrise în Repertoriul Arheologic Național (RAN) și aflate în localități al căror nume începe cu litera Z. RAN este administrat de Ministerul Culturii și Patrimoniului Național și cuprinde date științifice, cartografice, topografice, imagini și planuri, precum și orice alte informații privitoare la zonele cu potențial arheologic, studiate sau nu, încă existente sau dispărute.
Puteți căuta un sit din localitățile care încep cu litera Z folosind formularul de mai jos sau puteți naviga prin toate siturile din județ la Lista siturilor arheologice din județul Tulcea.
| Cod RAN      | Denumire | Localitate                  | Adresă           | Datare                                      | Descoperit | Coordonate | Imagine           | Erori            |
| ------------ | --- | --------------------------- | ---------------- | ------------------------------------------- | ---------- | ---------- | ----------------- | ---------------- |
| 161222.01.01 | Așezarea Latène de la Zebil / ansamblu anonim (Categorie: așezare) (Tip: Așezare)                                         | sat Zebil, comuna Sarichioi |                  | sf. sec. V - încep. sec. IV- sec. II a.Chr. |            |            | Încărcați imagine | Raportați eroare |
| 161222.01.02 | Așezarea Latène de la Zebil / ansamblu anonim (Categorie: așezare) (Tip: Mormânt)                                         | sat Zebil, comuna Sarichioi |                  |                                             |            |            | Încărcați imagine | Raportați eroare |
| 161222.02    | Descoperiri monetare la Zebil - Grădiștea-Cetate (Categorie: descoperiri izolate de artefacte) (Tip: descoperire izolată) | sat Zebil, comuna Sarichioi | Grădiștea-Cetate | sec I-VI                                    |            |            | Încărcați imagine | Raportați eroare |